# Конкуренція між Airbus і Boeing

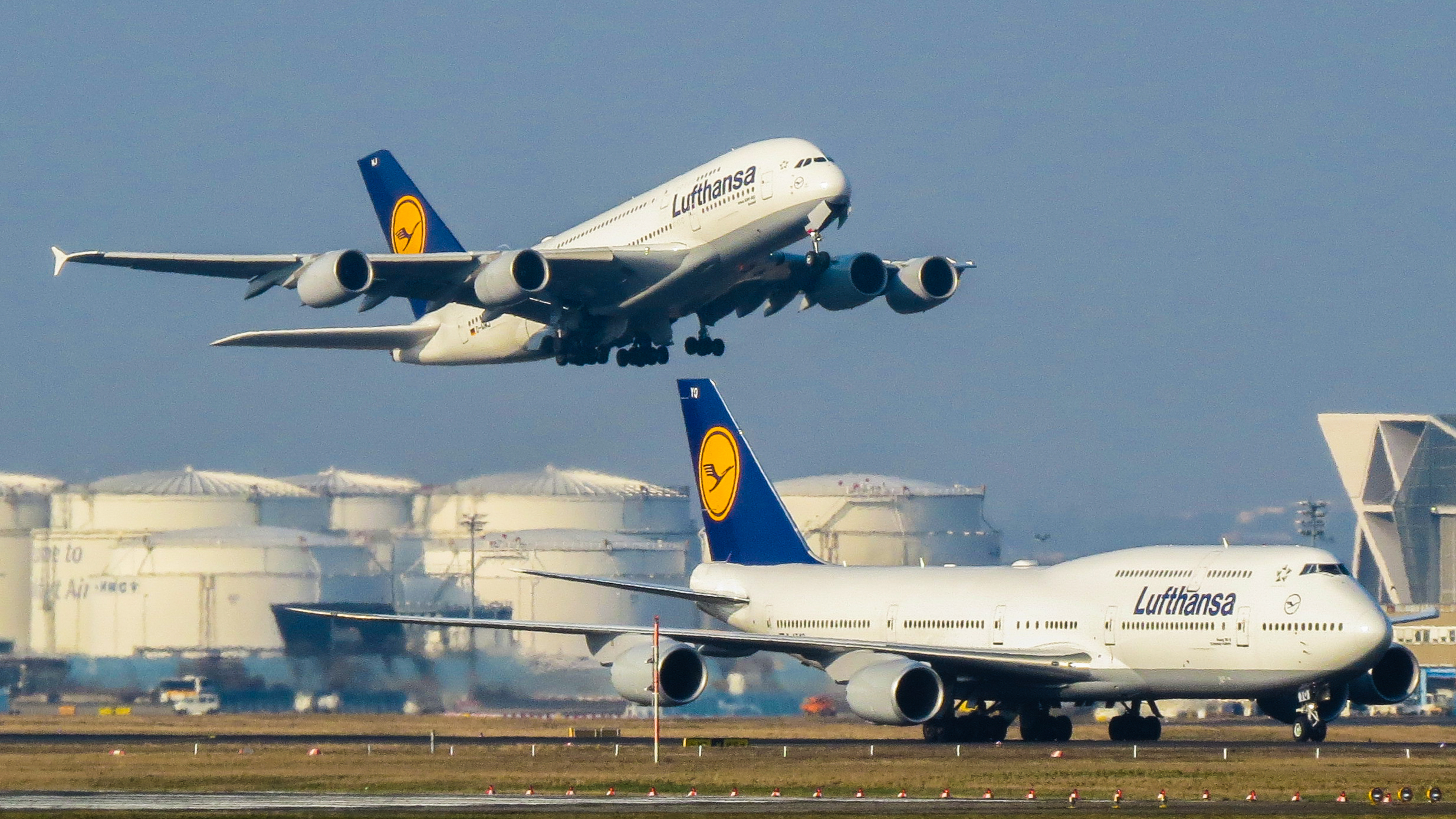
Lufthansa Airbus A380 і Boeing 747-8 в аеропорту Франкфурта.

Конкуренція між Airbus і Boeing — характеризується як дуополія на ринку великих реактивних авіалайнерів з 1990-х років.
Дуополія виникла в результаті ряду злиттів у світовій аерокосмічній промисловості, коли Airbus починався як загальноєвропейський консорціум, а американський Boeing поглинув свого колишнього головного конкурента McDonnell Douglas у 1997 році. Інші виробники, такі як Lockheed Martin і Convair у Сполучених Штатах, а також British Aerospace (нині BAE Systems) і Fokker у Європі більше не могли конкурувати та фактично мали піти з цього ринку.
За 10 років з 2007 по 2016 рік Airbus отримав замовлення на 9985 літаків і поставив 5644, а Boeing отримав замовлення на 8978 літаків і поставив 5718. Протягом періоду гострої конкуренції обидві компанії регулярно звинувачували одна одну в отриманні несправедливої державної допомоги від своїх урядів.
У 2019 році Airbus витіснив Boeing як найбільшу аерокосмічну компанію за доходами через заземлення Boeing 737 MAX, отримавши дохід у розмірі 78,9 млрд дол. США та 76 млрд дол. США відповідно. Компанія Boeing зафіксувала 2 млрд дол. операційних збитків порівняно з 12 млрд дол. прибутку минулого року, а прибуток Airbus впав з 6 до 1,5 млрд дол.

## Конкуруючі продукти

### Порівняння пасажиромісткості та дальності
Airbus і Boeing мають широкий асортимент продукції, включаючи вузькофюзеляжні та широкофюзеляжні літаки, що охоплюють різноманітні комбінації місткості та дальності.
| Тип        | Довжина, м | Розмах, м | Злітна вага, т | pax     | Дальність, км | Вартість, млн дол. |
| ---------- | ---------- | --------- | -------------- | ------- | ------------- | ------------------ |
| A220-100   | 35,0       | 35,1      | 60,8           | 100—120 | 6 300         | 79,5               |
| A220-300   | 38,7       | 35,1      | 67,6           | 120—150 | 6 200         | 89,5               |
| A319neo    | 33,8       | 35,8      | 75,5           | 120—150 | 6 900         | 101,5              |
| 737 MAX-7  | 35,6       | 35,9      | 80,3           | 138—153 | 7 130         | 96,0               |
| A320neo    | 37,6       | 35,8      | 79,0           | 150—180 | 6 300         | 110,6              |
| 737 MAX-8  | 39,5       | 35,9      | 82,2           | 162—178 | 6 570         | 117,1              |
| 737 MAX-9  | 42,1       | 35,9      | 88,3           | 178—193 | 6 570         | 120,2              |
| 737 MAX-10 | 43,8       | 35,9      | 89,8           | 188—204 | 6 100         | 129,9              |
| A321neo    | 44,5       | 35,8      | 97,0           | 180—220 | 7 400         | 129,5              |

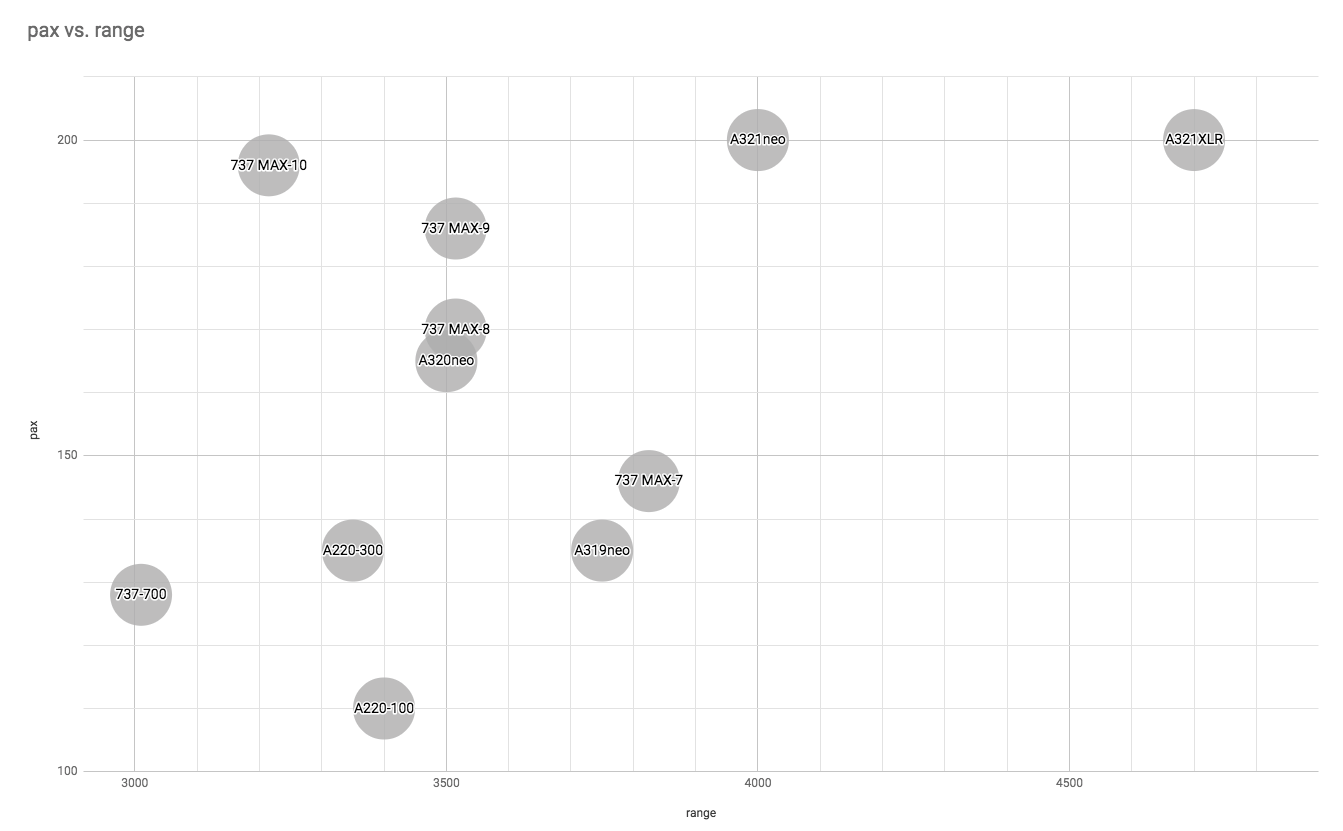
Порівняння пасажиромісткості вузькофюзеляжних лайнерів і запасу ходу.

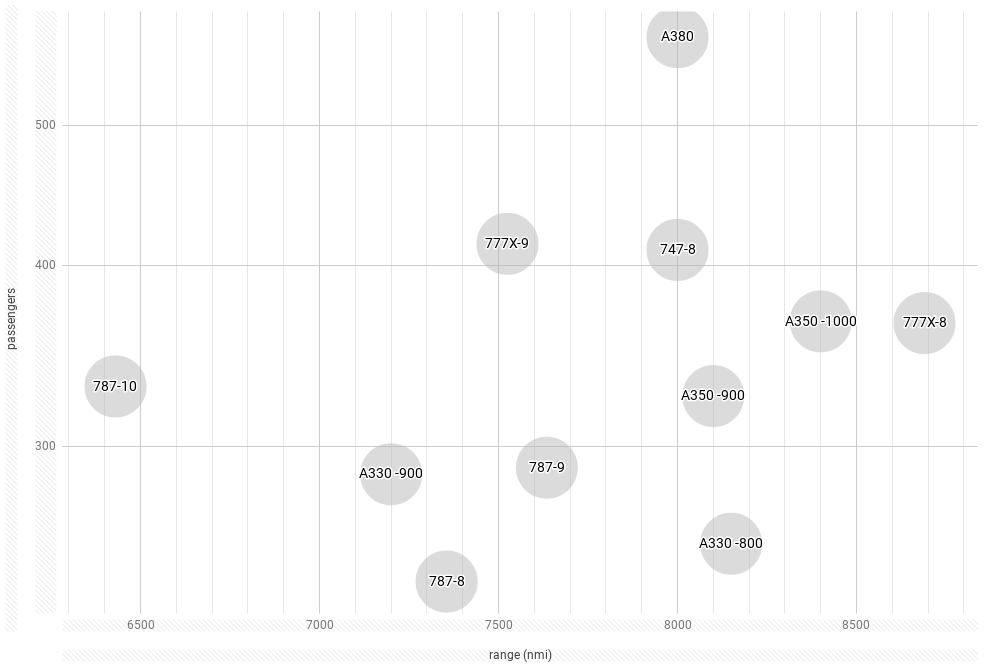
Порівняння широкофюзеляжних суден у пасажиромісткості й дальності.

Станом на 2016 рік флот Flight Global прогнозує 26 860 поставок в один коридор на суму 1360 млрд дол. із загальним річним темпом зростання 5 % у період 2016—2035 років, з часткою ринку Airbus 45 % (12 090), 43 % Boeing (11 550), 5 % для Bombardier Aerospace (1340), 4 % для Comac (1070) і 3 % для корпорації Іркут (810); Airbus прогнозував 23 531, а Boeing 28 140. Вузькофюзеляжні генерують переважну більшість прибутків для обох, за ними слідують застарілі широкофюзеляжні, такі як A330 і B777: Кевін Майклз з AeroDynamic Advisory оцінив, що B737 матиме 30 % прибутку, а B777 classic — 20 %.
| Тип          | Довжина, м | Розмах, м | Злітна вага, т | pax | Дальність, км | Вартість, млн дол. |
| ------------ | ---------- | --------- | -------------- | --- | ------------- | ------------------ |
| 787-8        | 56,7       | 60,8      | 228,0          | 242 | 13 621        | 239,0              |
| A330neo-800  | 58,8       | 64,0      | 251,0          | 257 | 15 190        | 259,9              |
| A330neo-900  | 63,7       | 64,0      | 251,0          | 287 | 13 300        | 296,4              |
| 787-9        | 63,0       | 60,8      | 254,0          | 290 | 14 140        | 281,6              |
| A350-900     | 66,8       | 64,8      | 283,0          | 325 | 15 000        | 317,4              |
| A350-900 ULR | 66,8       | 64,8      | 280,0          | 325 | 18 000        | Невідомо           |
| 787-10       | 68,3       | 60,2      | 254,0          | 330 | 11 910        | 325,8              |
| 777X-8       | 69,8       | 71,8      | 351,5          | 365 | 16 090        | 394,9              |
| A350-1000    | 73,8       | 64,8      | 319,0          | 369 | 16 099        | 366,5              |
| 777X-9       | 76,7       | 71,8      | 351,5          | 414 | 13 936        | 425,8              |
| 747-8        | 76,3       | 68,4      | 447,7          | 410 | 15 000        | 402,9              |
| A380         | 72,7       | 79,8      | 575,0          | 575 | 15 000        | 445,6              |

Станом на 2016 рік флот FlightGlobal прогнозував 7960 подвійних поставок на суму 1284 млрд дол. США на період 2016—2035 років. Передбачалося, що B787 займе 31 % частки ринку, за ним йдуть A350 з 27 % і B777 з 21 %, потім A330 і A380 кожен із них по 7 %. У червні 2017 року було 1038 замовлень на Airbus (41 %) і 1514 на Boeing (59 %).
| Ринок            | Північна Атлантика | Північна Атлантика | Транстихоокеанський регіон | Транстихоокеанський регіон |
| Тип              | 1H2006             | 1H2016             | 2005                       | 2015                       |
| ---------------- | ------------------ | ------------------ | -------------------------- | -------------------------- |
| A310/DC-10/MD-11 | 3 %                | 1 %                | 3 %                        | —                          |
| A320/737         | 1 %                | 1 %                | —                          | —                          |
| A330             | 16 %               | 26 %               | 3 %                        | 10 %                       |
| A340             | 10 %               | 6 %                | 11 %                       | 1 %                        |
| A380             | —                  | 3 %                | —                          | 4 %                        |
| 747              | 15 %               | 9 %                | 49 %                       | 10 %                       |
| 757              | 6 %                | 9 %                | —                          | —                          |
| 767              | 28 %               | 19 %               | 7 %                        | 7 %                        |
| 777              | 21 %               | 20 %               | 27 %                       | 55 %                       |
| 787              | —                  | 6 %                | —                          | 13 %                       |